# Plesiamarygmus ovoideus
Plesiamarygmus ovoideus là một loài bọ cánh cứng trong họ Tenebrionidae. Loài này được Fairmaire miêu tả khoa học đầu tiên năm 1882.